# Conny Jansson
Conny Jansson, född 8 januari 1962, är en svensk ishockeyspelare som spelade flera säsonger för Södertälje SK. Han är en av dem som har gjort flest poäng genom tiderna i Södertäljetröjan med #30. Han vann Södertäljes interna poängliga vid tre tillfällen.